# Jan Vos (dichter)
Jan Vos (Amsterdam, ca. 1610 – aldaar, begraven 12 juli 1667) was een Nederlands letterkundige. Hij schreef toneelstukken en gedichten. Hij was glazenmaker van beroep en leverde in die functie alle ruiten voor het nieuwe stadhuis op de Dam. Tegelijkertijd speelde Jan Vos een belangrijke rol als regisseur van toneelstukken en als regent van de schouwburg. Hij organiseerde in opdracht van de burgemeesters optochten en liet tientallen praalwagens met taferelen versieren, die soms kritiek, spot en afkeuring opleverden. Vos was een uitgesproken persoonlijkheid en leverde een belangrijke bijdrage aan het culturele leven in Amsterdam. Hij had begrip van levendig, bewogen toneel, heel wat meer dan de geleerde klassieke auteurs, Vondel incluis.

## Biografie
Vos werd rond 1610 in Amsterdam geboren als zoon van het na de Alteratie (1578) katholiek gebleven echtpaar Jan Janz. Vos en Aeltje Dircx (uit Opmeer). Hij werd in een rooms-katholieke schuilkerk of schuilkapel gedoopt en bleef zijn leven lang katholiek en pleitte voor gewetensvrijheid. Jan Vos trad op 20 februari 1639 op het oude stadhuis in het huwelijk met Grietje Gerrets (1616-1651), die hoogzwanger was. Ze kregen twee kinderen: Jan, die slechts enkele dagen leefde en Maria, die in 1664 de eerste steen zou leggen voor de nieuwe schouwburg). Jan Vos was van goede komaf en woonde in de Kalverstraat 202. Hij ging er prat op dat hij geen talen (Latijn) kende, behalve de Nederlandse. Met zijn Aran en Titus, of wraak en weerwraak, in 1641 verschenen, was zijn naam, tevoren zo goed als onbekend, ineens gevestigd. In het stuk vallen elf doden. Casper van Baerle bewonderde het werk, ondanks of vanwege een als pudding opgediende prins, een gebakken Moor en geestverschijningen. Het stuk is gebaseerd op de Titus Andronicus van Shakespeare en op het werk van Seneca.
In de Klucht van Oene (1662) wordt een aantal oneerlijke praktijken gehekeld van Amsterdamse kooplui en industriëlen; bakkers, die te licht brood verkopen; kleermakers, die zich stukken toe-eigenen van het laken door de klant gekocht; glazemakers, die met de kwantiteit van glas, en zijdeververs, die met de zijde knoeien. Ook makelaars, lommerdhouders, pachters, kassiers, notarissen en secretarissen, waarden, molenaars, doktoren, barbiers, apothekers en boekhandelaars passeren de revue. Medea (1667) was een kijkspel in optima forma, waarbij alles aan uiterlijk vertoon was opgeofferd. In het voorwoord gaf hij te kennen de Epistolae van Horatius te waarderen.

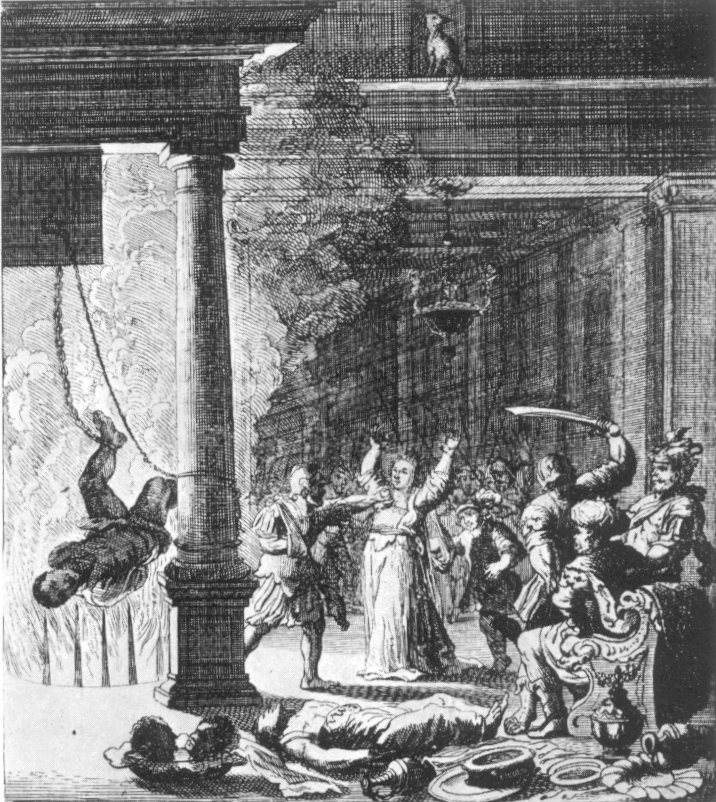
Aran en Titus

Vos was een gezochte tafelgenoot bij de families Bicker en Huydecoper,  Witsen en Six, voor wie hij gelegenheidsgedichten maakte. Dat leidde ertoe dat hij vaak als een familiepoëet wordt aangemerkt. Ook de gebroeders Cornelis en Andries de Graeff traden op als beschermheren van Jan Vos. Verder was hij bevriend met de dichter en boekhandelaar Jacob Lescaille, die veel van zijn toneelstukken uitgaf. In 1651 behoorde hij tot de samenstellers van de bundel Verscheyde Nederduytse gedichten, een poging om schilders en dichters van verschillende richtingen, kerkgenootschappen en religies bij elkaar te brengen. Jan Vos was een pleitbezorger van godsdienstige verdraagzaamheid en fel tegen elke vorm van sektarisme en dwang in geloofszaken. Hij keerde zich in zijn geschriften fel tegen onverdraagzame Nederduitse Gereformeerde, calvinistische predikanten en ook tegen puriteinen en de Engelse protector en heerser Oliver Cromwell. In de Engelse Burgeroorlog staat hij met Joost van den Vondel geheel achter het verdraagzame koninklijk Huis Stuart. In 1657 luisterde hij het huwelijk van Jan J. Hinlopen en Leonora Huydecoper op. 
Van de familie Huydecoper had Vos een houtsnijwerk met de voorstelling van het Heilig Graf in Jeruzalem ontvangen. Hij stierf onder een groot crucifix. Jan Vos bediende zich veelal niet van religieuze motieven en greep bij voorkeur terug op de antieke mythologie van Grieken en Romeinen, maar tegelijkertijd valt hij tot de katholieke barok te rekenen, zo als in zijn cyclus Goede Vrydagh of Christus lyden. 

### Schouwburg van Van Campen
Vos is negentien jaar lang (1647-1667) hoofd van de Schouwburg van Van Campen geweest, samen met Tobias van Domselaer en Johannes Serwouters. Hij behoorde tot de Muiderkring. Een lid van de familie Bicker was in die tijd drost van Muiden. Vos regisseerde met veel kunst en vliegwerk toneelwerken van en met Vondel. De beroemde actrice Adriana Nooseman speelde in zijn stukken. Vos had een goed gevoel voor wat het publiek wilde zien; herhaaldelijk ontving hij van de stadsregering opdrachten voor het ontwerp en de regeling der optochten en praalvertoningen. In 1654, toen de Vrede van Westminster werd gevierd, organiseerde Vos tien voorstellingen. Bij het bezoek, dat Christina van Zweden in 1656 aan Amsterdam bracht, kreeg zij acht vertooningen of schilderyen van Jan Vos te zien. Onduidelijk is of zij ooit in Amsterdam is binnengehaald. In 1658 krijgen de Amsterdammers het Ontset van Coppenhaven te zien, de politieke actualiteit weerspiegelend. In 1659 bracht Amalia van Solms met haar dochter Louise Henrietta een bezoek aan Amsterdam. Bij deze gelegenheid waren er twintig taferelen gemaakt. Nicolaes Tulp uitte krachtig bezwaar tegen de heidense goden en godinnen, die bij de intocht waren te zien. Bij het bezoek van Maria Henriëtte Stuart, de weduwe van Willem II, bleek nota bene op een van de praalwagens de onthoofding van haar vader Karel I van Engeland voorgesteld te zijn. Vos reed te paard voorop en werd het mikpunt van kritiek. Govert Flinck en Ferdinand Bol, die goed bevriend waren met Vos, hadden hem geholpen bij het decoreren. In zijn kwaliteit van spelleider had hij in Vondels Lucifer een ballet ingevoegd van Adam en Eva met de engelen in het paradijs. Had Vondel aanvankelijk deze invoeging over zijn kant laten gaan, er misschien zelfs wel voor gevoeld op deze wijze gemoderniseerd te worden, op den duur werd het hem toch te machtig. In 1667 kwam Cosimo III de' Medici naar de schouwburg om Medea of Ghulde Vlies van Lodewijk Meyer te zien. De schouwburg van Van Campen was inmiddels verbouwd in Italiaanse trant; het toneel werd veel dieper, doordat een naastliggend perceel bij de schouwburg kon worden getrokken.
Vos wisselde regelmatig brieven met de raadpensionaris Johan de Witt in de jaren dat deze op de top van zijn roem was. Jan Vos stierf in 1667. Nog op zijn sterfbed kreeg hij een verzoek van De Witt hem een gedicht te leveren.
- Bibsys: 90632962
- Bibliothèque nationale de France: cb12197449m (data)
- Biografisch Portaal: 63068240
- Digitale Bibliotheek voor de Nederlandse Letteren: vos_002
- Gemeinsame Normdatei: 119053101
- International Standard Name Identifier: 0000 0000 8349 0340
- Library of Congress Control Number: n91029920
- Nationale bibliotheek van Australië: 35791641
- Nederlandse Thesaurus van Auteursnamen: 068906889
- RKD-Nederlands Instituut voor Kunstgeschiedenis: 435430
- Système universitaire de documentation: 190403772
- Trove: 1089631
- Virtual International Authority File: 288004702
- WorldCat: E39PBJv8HhfXkfkq9MXcVkDwmd